# Esporte Clube Primeiro Passo Vitória da Conquista
L'Esporte Clube Primeiro Passo Vitória da Conquista, noto anche semplicemente come Vitória da Conquista, è una società calcistica brasiliana con sede nella città di Vitória da Conquista, nello stato di Bahia.

## Storia
Il club è stato fondato il 21 gennaio 2005. Ha vinto il Campeonato Baiano Segunda Divisão nel 2006. Il Vitória da Conquista ha partecipato al Campeonato Brasileiro Série C nel 2008, dove è stato eliminato alla seconda fase, e al Campeonato Brasileiro Série D nel 2011, nel 2012, nel 2013 e nel 2014, dove in tutte queste edizioni, è stato eliminato alla prima fase.

## Palmarès

### Competizioni statali
- Campeonato Baiano Segunda Divisão: 1

2006

### Altri piazzamenti
- Campionato Baiano:

Secondo posto: 2005
Terzo posto: 2008, 2014